# Roger Zelazny
Roger Joseph Zelazny (Euclid, 13 maggio 1937 – Santa Fe, 14 giugno 1995) è stato uno scrittore, autore di fantascienza e di fantasy statunitense.
Ha vinto il premio Nebula per tre volte ed il premio Hugo sei volte, di cui due per i romanzi Signore della luce (Lord of Light, 1968) e Io, l'immortale (This Immortal, 1966).

## Biografia
Nato il 13 maggio 1937 negli Stati Uniti nella città di Euclid (Ohio), sin da giovanissimo ha dimostrato la sua vocazione letteraria scrivendo novelle e poesie a sfondo umoristico. Ebbe modo di dimostrare le sue capacità non solo durante gli studi primari e secondari, svolti presso le scuole di Euclid, ma anche durante il liceo, pubblicando sulle riviste scolastiche alcuni racconti e poemi e vendendo nel 1954 il racconto breve Mr. Fuller's Revolt, uscito sulla rivista Literary Cavalcade. Nel 1955 si iscrive alla facoltà di psicologia dell'Università di Cleveland continuando comunque a coltivare la sua passione per la scrittura, tanto da cambiare indirizzo di studi quasi subito, frequentando la facoltà di inglese e diplomandosi nel 1959 in Bachelor of Arts. Durante questo periodo continua a pubblicare alcune sue opere nelle riviste scolastiche e vince dei premi di poesia: il Finley Foster Poetry Prize due volte nel 1957 e nel 1959 e in quest'ultimo anno anche l'Holden Essay Award. Si interessa anche allo judo iniziando a praticarlo, mantenendo sempre un grande interesse per le arti marziali, fino ai suoi ultimi anni di vita, diventando in seguito anche insegnante di Aikidō.
Nei due anni successivi frequenta l'ambiente universitario della Columbia University approfittando della permanenza a New York per interessarsi di musica, arte e respirando l'atmosfera "off" del Greenwich Village di quegli anni, rinunciando a tutto ciò nel 1960 quando si arruola nella Guardia Nazionale prima come volontario e poi coscritto fino al 1963, riuscendo comunque a laurearsi nel 1962 alla Columbia University conseguendo il Master of Arts e anche a lavorare presso la Social Security Administration di Cleveland. Sempre nel 1962 pubblica i suoi primi due opere di fantascienza: Passion Play sulla rivista Amazing Stories e Horseman su Fantastic. Nel 1963 scrive e pubblica una lunga serie di opere di fantascienza, alcune di esse firmate sotto lo pseudonimo di Harrison Denmark e sempre in questo anno ottiene la sua prima candidatura al premio Hugo per il miglior racconto breve con l'opera Una rosa per l'Ecclesiaste (A Rose for Ecclesiastes), premio assegnato poi a Poul Anderson per  L'infiltrazione (No Truce with Kings).
Nel 1964, a causa degli strascichi di un brutto incidente d'auto, è costretto a rinviare il matrimonio con la fidanzata Sharon Stebler che sposerà alla fine dello stesso anno, il 5 dicembre, e dalla quale si separerà nell'estate dell'anno successivo. Sempre nel 1965, a seguito di una promozione di lavoro, si trasferisce a Cleveland, continuando a pubblicare opere di fantascienza e ottenendo per una di esse, Le porte del suo viso, i fuochi della sua bocca (The Doors of His Face, the Lamps of His Mouth), una seconda candidatura al Premio Hugo per il miglior racconto breve e vincendo inoltre il premio Hugo per il miglior romanzo con l'opera Io, l'immortale (...And Call Me Conrad), premio questo diviso ex aequo con il romanzo Dune di Frank Herbert. Ancora nello stesso anno vince il premio Nebula con il racconto He Who Shapes, ex aequo con L'albero della vita (The Saliva Tree) di Brian Aldiss, e con il racconto breve Le porte del suo viso, i fuochi della sua bocca.
Nel giugno del 1966 divorzia da Sharon Steberl, sposando nell'agosto dello stesso anno Judith Alene Callahan. Nel 1967 pubblica il romanzo Signore della luce (Lord of Light), cui sarà assegnato nell'anno successivo il premio Hugo, e il romanzo breve La pista dell'orrore (Damnation Alley), candidato allo stesso premio. Nel 1969 lascia il suo lavoro alla Social Security Administration per dedicarsi completamente alla scrittura. Nel 1971 nasce suo figlio Devin.
Nel 1972 in Francia il suo romanzo Metamorfosi cosmica (Isle of the Dead) ottiene il premio Apollo. Nel 1975 si trasferisce a Santa Fe (Nuovo Messico); in questo stesso anno pubblica sulla rivista Analog il racconto Home is the Hangman, vincitore del premio Hugo e del premio Nebula e il romanzo Le rocce dell'impero (Doorways in the Sand) candidato anch'esso al premio Hugo. Nel 1976 nasce il suo secondo figlio Jonathan Trent e viene pubblicato il romanzo Deus Irae scritto con Philip K. Dick. Nel 1977 dal suo romanzo La pista dell'orrore (Damnation Alley, 1969) viene tratto il film L'ultima odissea (Damnation Alley) per la regia di Jack Smight. Nel 1979 nasce sua figlia Shannon.
Nell'aprile del 1981 pubblicò La variante dell'unicorno (Unicorn Variation) che vinse nell'anno successivo il premio Hugo per il miglior racconto, mentre nel 1986 analogo riconoscimento ottenne 24 vedute del monte Fuji, di Hokusai (24 Views of Mt. Fuji, by Hokusai, 1985), premiato come miglior romanzo breve. Nel 1987 il suo racconto Permafrost, pubblicato sulla rivista Omni di aprile del 1986 ottiene anch'esso il premio Hugo. Membro del Mensa, Roger Zelazny morì a 58 anni il 14 giugno 1995 a Santa Fe, per un tumore.

## Opere
Per ogni testo si indica la prima edizione nell'originale inglese e la prima traduzione in lingua italiana. Le serie di romanzi interconnessi sono elencate cronologicamente, in base alla data di pubblicazione del primo episodio di ogni ciclo.

### Ciclo di Sam Murdock
Due racconti con il medesimo protagonista riuniti per la prima volta nella raccolta Gone to Earth, Author's Choice Monthly 27, Pulphouse Publishing, 1991.
1. "Devil Car" ("Devil Car"), in Galazy Magazine di Giugno 1965. Traduzione di M. Rui in La montagna dell'infinito e altre storie, Futuro. Biblioteca di Fantascienza 48, Fanucci Editore, 1979.
2. "Last of the Wild Ones", in Omni di marzo 1981.

### Ciclo di Francis Sandow
Francis Sandow è l'effettivo protagonista del primo romanzo e un comprimario nel secondo.
1. Metamorfosi cosmica (Isle of the Dead), Ace Books, 1969. Traduzione di Giampaolo Cossato, Cosmo. Collana di Fantascienza 32, Editrice Nord, 1974.
2. Morire a Italbar (To Die in Italbar), Doubleday, 1973. Traduzione di Cinzia Boni Ruccellai, Fantapocket 9, Longanesi & C., 1977.

### Ciclo di Nemo
Tre romanzi brevi combinati nel fix-up Il vendicatore (My Name is Legion), Ballantine Books, 1976; traduzione di Gian Carlo Tarozzi, SAGA 23, MEB, 1978.
1. The Eve of RUMOKO, nell'antologia Three for Tomorrow, Meredith Press, 1969.
2. 'Kjwalll'kje'k'koothaïlll'kje'k, nell'antologia An Exaltation of Stars: Transcendental Adventures in Science Fiction, a cura di Terrry Carr, Simon & Schuster, 1973.
3. Home Is the Hangman, in Analog Science Fiction / Science Fact di Novembre 1975.

### Cronache di Ambra
Le due pentalogie sono state combinate assieme per la prima volta nell'omnibus The Great Book of Amber: The Complete Amber Chronicles 1-10, Avon, 1999.

#### Ciclo di Corwin
1. Nove principi in Ambra (Nine Princes in Amber), Doubleday, 1970. Traduzione di Roberta Rambelli, Slan. Il Meglio della Fantascienza 42, Libra Editrice, 1978.
2. Le armi di Avalon (The Guns of Avalon), Doubleday, 1972. Traduzione di Roberta Rambelli, Slan. Il Meglio della Fantascienza 44, Libra Editrice, 1979.
3. Il segno dell'unicorno (Sign of the Unicorn), Doubleday, 1975[13]. Traduzione di Roberta Rambelli, Slan. Il Meglio della Fantascienza 46, Libra Editrice, 1979.
4. La mano di Oberon (The Hand of Oberon), Doubleday, 1976[14]. Traduzione di Roberta Rambelli, Slan. Il Meglio della Fantascienza 49, Libra Editrice, 1980.
5. Le coorti del caos (The Courts of Chaos), Doubleday, 1978[15]. Traduzione di Roberta Rambelli, Slan. Il Meglio della Fantascienza 51, Libra Editrice, 1980.

#### Ciclo di Merlino
1. Ritorno ad Ambra (The Trumps of Doom), Arbor House, 1985. Traduzione di Daniela Galdo, Il Libro d'Oro della Fantascienza 11, Fanucci Editore, 1987.
2. Il sangue di Ambra (The Blood of Amber), Arbor House, 1986. Traduzione di Daniela Galdo e Iva Guglielmi, Il Libro d'Oro della Fantascienza 18, Fanucci Editore, 1988.
3. Il segno del caos (The Sign of Chaos), Arbor House, 1987. Traduzione di Carla Borelli e Gianni Pilo, Il Libro d'Oro della Fantascienza 22, Fanucci Editore, 1989.
4. Il cavaliere delle ombre (The Knight of Shadows), William Morrow and Company, 1990. Traduzione di Claudia Scipioni, Il Libro d'Oro della Fantascienza 47, Fanucci Editore, 1991.
5. Il principe del caos (Prince of Chaos), William Morrow and Company, 1991. Traduzione di Elena Gigliozzi, Il Libro d'Oro 57, Fanucci Editore, 1993.

### Ciclo di Berserker
Zelazny ha contribuito con un proprio racconto alla composizione di un romanzo fix-up collaborativo della saga di Berserker, creata da Fred Saberhagen.
- "Itself Surprised", Omni agosto 1984; confluito in Berserker Base, Tor Books, 1985.

### Ciclo del Mondo Magico
La dilogia è stata riunita nell'omnibus Wizard World, Baen Books, 1989.
1. Il segno del drago (Changeling), Ace Books, 1980. Traduzione di Claudia Scipioni, I Libri di Fantasy. Il Fantastico nella Fantascienza IV, Fanucci Editore, 1994.
2. Il Signore di Rondoval (Madwand), Ace Books, 1981, Traduzione di Elena Gigliozzi, I Libri di Fantasy. Il Fantastico nella Fantascienza X, Fanucci Editore, 1996.

### Ciclo di Dilvish
Si noti che l'ordine di prima edizione è inverso rispetto alla cronologia interna.
1. Dilvish il maledetto (Dilvish, the Damned), Del Rey / Ballantine, 1982. Traduzione di Gianni Pilo, I Libri di Fantasy. Il Fantastico nella Fantascienza 20 [XX], Fanucci Editore, 1988. Raccolta di undici racconti:
  - "Passaggio a Dilfar" ("Passage to Dilfar"), in Fantastic Stories of Imagination di Febbraio 1965.
  - "Il canto di Thelinde" ("Thelinde's Song"), in Fantastic Stories of Imagination di Giugno 1965.
  - "Le campane di Shoredan" ("The Bells of Shoredan"), in Fantastic di Marzo 1966.
  - "Un cavaliere per Merytha" ("A Knight for Merytha"), in Eternity Science Fiction vol. 1 n. 3, 1974.
  - "I luoghi di Aache" ("The Places of Aache"), in Other Worlds 2, Gennaio 1980.
  - "Una città divisa" ("A City Divided"), composto appositamente per Dilvish il maledetto.
  - "The White Beast", in Whispers 13-14, Ottobre 1979. Tagliato arbitrariamente dalla prima traduzione italiana.
  - "La torre di ghiaccio" ("Tower of Ice"), nell'antologia Flashing Swords! 5: Demons and Daggers, a cura di Lin Carter, Science Fiction Book Club, Doubleday, 1981.
  - "Diavolo e la danzatrice" ("Devil and the Dancer"), composto appositamente per Dilvish il maledetto.
  - "Il giardino di sangue" ("Garden of Blood"), in Sorcerer's Apprentice Estate 1979.
  - "Dilvish, il maledetto" ("Dilvish, the Damned"), composto appositamente per Dilvish il maledetto.
2. Terra di mutazioni (The Changing Land), Del Rey / Ballantine, 1981. Traduzione di Delio Zinoni, Urania 939, Arnoldo Mondadori Editore, 6 marzo 1983.

### Magic Goes Away
Zelazny ha ambientato un racconto nell'universo narrativo condiviso creato da Larry Niven a partire dal suo racconto Magic Goes Away.
- "Mana dal cielo" ("Mana from Heaven"), in Satellite Orbit, the Magazine of Satellite Entertainment and Electronics di Settembre-Ottobre 1983; confluito nell'antologia More Magic, a cura di Larry Nive, Berkley Books, 1984. Traduzione di Delio Zinoni nella raccolta Fuoco e gelo, Urania 1199, Arnoldo Mondadori Editore, 21 Febbraio 1993.

### Ciclo di Cthulhu
Zelazny ha ambientato un romanzo breve nell'universo narrativo condiviso del Ciclo di Cthulhu creato da H.P. Lovecraft.
- 24 vedute del monte Fuji, di Hokusai (24 Views of Mt. Fuji, by Hokusai), in Isaac Asimov's Science Fiction Magazine di Luglio 1985; prima edizione in volume nella raccolta Fuoco e gelo (Frost and Fire), William Morrow, 1989. Traduzione di Anna Dal Dan ne I Premi Hugo 1984-1990, Grandi Opere Nord 20, Editrice Nord, 1991.

### Ciclo di Kalifriki
Un racconto lungo e un romanzo breve riuniti per la prima volta nella raccolta Kalifriki, Amber Ltd, 2022.
1. "Kalifriki of the Thread", nell'antologia Hidden Turnings, a cura di Diana Wynne Jones, Methuen Children's Books, 1989.
2. Come Back to the Killing Ground, Alice, My Love, in Amazing Stories di Agosto 1992.

### Dilogia delParty Set
Serie composta da un romanzo breve di Roger Zelazny e dal sequel ufficiale scritto da Walter Jon Williams.
1. Il cuore è una tomba (The Graveyard Heart), in Fantastic Stories of Imagination di Marzo 1964. Traduzione di Lella Moruzzi ne [Il palcoscenico degli dei], Nova SF* a. XXIV (XLII) n. 78 (120), Elara, maggio 2008. Composto da Zelazny,
2. Elegia per angeli e cani (Elegy for Angels and Dogs), Isaac Asimov's Science Fiction Magazine di Maggio 1990. Traduzione di Enzo Verrengia in Isaac Asimov's Science Fiction Magazine, Phoenix Enterprise Publishing Company, Maggio 1995. Composto da Williams.

I due testi sono stati riuniti nell'omnibus Elegy for Angels and Dogs / The Graveyard Heart, Tor Books, 1990.

### Trilogia delMillenial Contest
Serie composta in collaborazione con Robert Sheckley.
1. Voglio la testa del principe azzurro (Bring Me the Head of the Prince Charming), Bantam Spectra, 1991. Traduzione di Maria Teresa De Rosa, Tascabili Sonzogno a. V n. 42, Sonzogno, 1993.
2. Se Mefistofele sbaglia Faust (If at Faust You Don't Succeed), Bantam Spectra, 1993. Traduzione di Maria Teresa De Rosa, Tascabili Sonzogno a. VI n. 81, Sonzogno, 1994.
3. A Farce to be Reckoned With, Bantam Spectra, 1995.

### Romanzi autoconclusivi
- The Ides of Octember (anche intitolato He Who Shapes), in Amazing Stories di Gennaio-Febbraio 1965; revisionato, espanso e riedito come Signore dei sogni (The Dream Master), Ace Books, 1966. Traduzione di Gabriele Tamburini, Galassia 148, Casa Editrice La Tribuna, 15 agosto 1971.
- ...and Call Me Conrad, serializzato in due puntate in The Magazine of Fantasy and Science Fiction di Ottobre e Novembre 1965; revisionato, espanso e riedito come Io, l'immortale (This Immortal), Ace Books, 1966. Traduzione di Vittorio Curtoni, Galassia 144, Casa Editrice La Tribuna, 15 giugno 1971.
- Signore della luce (Lord of Light), Doubleday, 1967. Traduzione di Riccardo Valla, Fantacollana 8, Editrice Nord, 1975.
- La pista dell'orrore (Damnation Alley), in Galaxy Magazine di ottobre 1967[16]. Traduzione di Mario Galli, Urania 492, Arnoldo Mondadori Editore, 14 luglio 1968.
- Creature della luce e delle tenebre (Creatures of Light and Darkness), Doubleday, 1969. Traduzione di Carlo Giovine e Pierangelo Merlin, SAGA 1, MEB, 1975.
- The Dead Man's Brother, composto nel 1971, edito postumo in Hard Case Crime 52, Dorchester Publishing, 2009.
- Jack delle ombre (Jack of Shadows), serializzato in due puntate in The Magazine of Fantasy and Science Fiction di luglio e agosto 1971; prima edizione in volume Walker & Co., 1971. Traduzione di Patrizia Ghirlando, I Libri Pocket 534, Longanesi & C., 1975.
- Scegli un nuovo volto (Today We Choose Faces), Signet, 1973. Traduzione di Mario Ferrari, Fantapocket 17, Longanesi & C., 1977.
- Le rocce dell'impero (Doorways in the Sand), serializzato in tre puntate in Analog Science Fiction / Science Fact di Giugno, Luglio e Agosto 1975; prima edizione in volume Harper & Row, 1976. Traduzione di Annarita Guarnieri, Cosmo. Collana di Fantascienza 142, Editrice Nord, 1984.
- Ponte di cenere (Bridge of Ashes), Signet, 1976. Traduzione di Laura Brighenti, Fantapocket 24, Longanesi & C., 1978.
- Deus Irae (Deus Irae), Doubleday, 1976. Traduzione di Roberta Rambelli, Slan. Il Meglio della Fantascienza 33, Libra Editrice, 1977. Collaborazione con Philip K. Dick.
- Strada senza fine (Roadmarks), Del Rey / Ballantine, 1979. Traduzione di Vittorio Curtoni, Urania 842, Arnoldo Mondadori Editore, 29 Giugno 1980.
- Occhio di gatto (Eye of Cat), Timescape Books, 1982. Traduzione di Enzo Verreggia, Urania 1677, Arnoldo Mondadori Editore, Aprile 2020.
- Programma: uomo (Coils), Simon & Schuster, 1982. Traduzione di Piero Anselmi, Urania 1029, Arnoldo Mondadori Editore, 17 Agosto 1986. Collaborazione con Fred Saberhagen.
- A Dark Traveling, Walker & Co., 1987.
- Un bivio nel passato (The Black Throne), Baen Books, 1990. Traduzione di Carla Meazza, Urania 1195, Arnoldo Mondadori Editore, 27 Dicembre 1992. Collaborazione con Fred Saberhagen.
- La maschera di Loki (The Mask of Loki), Baen Books, 1991. Traduzione di Susanna Bini, Il Libro d'Oro 51, Fanucci Editore, 1993. Collaborazione con Thomas T. Thomas
- Flare, Baen Books, 1992. Collaborazione con Thomas T. Thomas
- Notte d'ottobre (A Night in the Lonesome October), AvoNova / William Morrow, 1993. Traduzione Ivo Torello, Novecento Fantastico 1, Edizioni Hypnos, 2020. Prima edizione originale illustrata da Gahan Wilson, prima traduzione italiana illustrata da Ivo Torello.
- Wilderness, Forge, 1994. Collaborazione con Gerald Hausman
- Donnerjack, Avon Books, 1997. Completato postumo da Jane Lindskold.
- Psyconegozio (Psycoshop), Vintage Books, 1998. Traduzione di Gaetano Luigi Staffilano, Urania 1387, Arnoldo Mondadori Editore, 7 Maggio 2000. Romanzo avviato da Alfred Bester, completato da Zelazny dopo la morte di Bester e pubblicato dopo la morte di Zelazny.
- Lord Demon, Avon Books, 1998. Completato postumo da Jane Lindskold.

### Raccolte di racconti
- Four for Tomorrow, Ace Books, 1967. Comprende il romanzo breve Il cuore è una tomba e tre racconti, con illustrazioni di Jack Gaughan e un'introduzione di Theodore Sturgeon.
- La montagna dell'infinito e altre storie (The Doors of His Face, the Lamps of His Mouth and Other Stories), Doubleday, 1971. Traduzione di M. Rui, Futuro. Biblioteca di Fantascienza 48, Fanucci Editore, 1979. Comprende quindici racconti.
- The Last Defender of Camelot, Pocket Books, 1980; riedito in versione espansa per Underwood-Miller, 1981. Comprende i due romanzi brevi He Who Shapes (prima stesura di Signore dei Sogni) e La pista dell'orrore e diciotto racconti (di cui quattro aggiunti nella seconda edizione), con prefazione di Zelazny stesso.
- A Rhapsody in Amber, Cheap Street, 1981. Comprende due racconti e una poesia illustrati da Duncan Eagleson.
- Unicorn Variations, Timescape Books, 1983. Comprende il romanzo breve Home Is the Hangman (parte del ciclo di Nemo), venti racconti e due saggi, con prefazione di Zelazny stesso.
- Fuoco e gelo (Frost and Fire), William Morrow, 1989. Traduzione di Delio Zinoni, Urania 1199, Arnoldo Mondadori Editore, 21 Febbraio 1993. Comprende il romanzo breve del Ciclo di Cthulhu 24 vedute del monte Fuji, di Hokusai, nove racconti e tre saggi.
- Gone to Earth, Author's Choice Monthly 27, Pulphouse Publishing, 1991. Comprende un racconto autoconclusivo, uno del ciclo di Kalifriki e il dittico di Sam Murdock.
- The Last Defender of Camelot, ibooks, 2002. Comprende i tre romanzi brevi 24 vedute del monte Fuji, di Hokusai (afferente al Ciclo di Cthulhu), Come Back to the Killing Ground, Alice, My Love (parte del ciclo di Kalifriki) e Home Is the Hangman (parte del ciclo di Nemo) e otto racconti, con prefazione di Robert Silverberg. La selezione è completamente diversa da quella dell'antologia omonima edita da Pocket Books nel 1980.
- Manna from Heaven, DNA Publications / Wildside Press, 2003. Comprende la dilogia di Kalifriki, sei racconti ambientati ad Ambra, il racconto dell'universo Magic Goes Away, e tredici racconti autoconclusivi, con introduzione di Steven Burst.
- The Magic: (October 1961-October 1967) Ten Tales, a cura di Samuel R. Delany, Positronic Publishing, 2018. Comprende i tre romanzi brevi Il cuore è una tomba, The Ides of Octember (prima stesura di Signore dei Sogni) e La pista dell'orrore e sette racconti, tutti corredati da annotazioni allestite da Zelazny assieme a Christopher S. Kovacs; include anche testi d'apparato di Delany, Theodore Sturgeon e Darrell Schweitzer e due interviste rilasciate da Zelazny.

### Poesia lirica
- Poems, edito come volume commemorativo della World Science Fiction Convention 1974. Canzoniere di dodici liriche.
- When Pussywillows Last in the Catyard Bloomed, Nostrilia Press, 1980. Canzoniere di ventidue liriche illustrato da Geoffrey Pollard.
- To Spin Is Miracle Cat, Underwood-Miller, 1981. Canzoniere di quarantun liriche con introduzione di Ursula K. Le Guin.
- Hymn to the Sun: An Imitation, DNA Publications, 1996. Canzoniere di un inno e tre appendici di componimenti più brevi, di cui alcuni estrapolati da Signore della luce e Occhio di gatto.

### Soggetti audiovisivi
- L'ultima odissea (Damnation Alley) diretto da Jack Smight (1977), tratto dal romanzo La pista dell'orrore (Damnation Alley).[1]
- Ai confini della realtà (The Twilight Zone) - Serie TV, episodio L'ultimo difensore di Camelot (The Last Defender of Camelot, 1986), tratto dal racconto omonimo del 1979.

## Riconoscimenti e premi
Si elencano solo le vittorie e non anche le candidature.
- 1966 Premio Nebula per il miglior romanzo breve a He Who Shapes / The Ides of Octember  (prima stesura breve di Signore dei Sogni).
- 1966 Premio Nebula per il miglior racconto a "Le porte del suo viso, i fuochi della sua bocca" ("The Doors of His Face, the Lamps of His Mouth").
- 1966 Premio Hugo per il miglior romanzo a Io, l'immortale (This Immortal).
- 1968 Premio Hugo per il miglior romanzo a Signore della luce (Lord of Light).
- 1972 Premio Apollo alla traduzione francese di Metamorfosi cosmica (Isle of the Dead).
- 1976 Premio Nebula per il miglior romanzo breve a Home Is the Hangman (poi confluito ne Il vendicatore).
- 1976 Premio Hugo per il miglior romanzo breve a Home Is the Hangman (poi confluito ne Il vendicatore).
- 1980 Premio Balrog per il miglior racconto a "L'ultimo difensore di Camelot" ("The Last Defender of Camelot").
- 1984 Premio Balrog per la miglior raccolta / antologia a Unicorn Variations.
- 1984 Premio Locus per la miglior antologia a Unicorn Variations.
- 1986 Premio Hugo per il miglior romanzo breve a 24 vedute del monte Fuji, di Hokusai (24 Views of Mt. Fuji, by Hokusai).
- 1986 Premio Locus per il miglior romanzo fantasy a Ritorno ad Ambra (The Trumps of Doom).
- 1987 Premio Hugo per il miglior racconto a "Permafrost" ("Permafrost").
- 2010 Inclusione nella Science Fiction and Fantasy Hall of Fame del Museum of Pop Culture di Seattle, Washington.

### Articoli su Zelazny
- Danilo Santoni. 24 vedute per un racconto di Zelazny sul sito Intercom
- Danilo Santoni. Type/Token per un percorso dal caos all'ordine sul sito Intercom